# Retimohnia vernalis
Retimohnia vernalis är en snäckart som först beskrevs av Dall 1913.  Retimohnia vernalis ingår i släktet Retimohnia och familjen valthornssnäckor. Inga underarter finns listade i Catalogue of Life.